# ラーメン1000
『ラーメン1000』は、2010年に初めて発売された北海道ラーメン店のガイドブック。2022年まで計9冊発売された。
人気店、新店の紹介をはじめ、人気店主によるラーメン談義や食材の特集など、よりラーメンを深く知ることができる。編集長は多田信幸。現在まで4000杯以上のラーメンを食べ、特に北海道のラーメンに精通している。

## 概要
札幌市・道央圏のラーメン店をメインに、各号で道東・道北・道南等のラーメン店も合わせて紹介するガイドブック。ラーメンの写真、解説、店舗情報の他に、商品割引やトッピング無料になるサービスクーポンが付く。その他、ラーメンに関する特集も含まれている。

## 既刊
1. ラーメン1000 札幌  2013年発刊
2. ラーメン1000 デラックス  札幌 2013年発刊
3. ラーメン1000 NEXT  2014年発刊
4. ラーメン1000 NEW GENERATION  2015年発刊
5. ラーメン1000 最強の一杯  2016年発刊
6. ラーメン1000 最強の一杯  ～この一杯に夢中～  2017年発刊
7. ラーメン1000 最強の一杯  ～WINTER EDITION～ 2018年発刊
8. ラーメン1000 最強の一杯  ～うまいラーメンが食べたい！～ 2020年発刊
9. ラーメン1000 最強の一杯  ～創刊20周年記念号[第一弾] LEGENDARY～ 2022年発刊

## 増刊号
2019年に「札幌激旨ラーメン 麺と食材 徹底解剖」を発刊。